# P-процес
p-процес — ядерна реакція захоплення протона важким атомним ядром. Призводить до утворення нового ядра, з більшим атомним номером. Є одним зі шляхів нуклеосинтезу, який відбувається в надрах зір.
Відповідний механізм нуклеосинтезу вперше описано у відомій праці Маргарет і Джеффрі Бербіджів, Фреда Хойла та Вільяма Фаулера.
Спочатку вважалося, що процес відбувається в багатих Гідрогеном оболонках наднових. Однак пізніше з'ясувалося, що відповідні умови там не виникають. Внесок цього процесу в порівнянні з іншими процесами утворення важких ядер (s-процес, r-процес) порівняно невеликий. Проте він (разом із Rp-процесом) забезпечує утворення так званих обійдених ядер (стабільні ядра, порівняно багаті на протони такі як 74Se, 78Kr, 84Sr, 90Mo), утворення яких у ланцюжках реакцій захоплення нейтронів та бета-розпаду неможливе або малоймовірне. 

## Історія
Термін "p-процес" було вперше запропоновано у відомій статті B2FH 1957 року. Автори припустили, що цей процес відповідає виключно за p-ядра, і припустили, що він відбувається у водневій оболонці зорі, яка вибухає як наднова типу ІІ. Пізніше було показано, що в таких наднових немає необхідних умов для протікання p-процесу.
У той самий час, що й B2FH, Аластер Кемерон незалежно усвідомив необхідність розглянути інші процеси нуклеосинтезу окрім захоплення нейтронів, але просто згадав захоплення протонів, не присвоюючи цьому процесу спеціальної назви. Він також думав про альтернативи, наприклад, фотодезінтеграцію (сьогодні її називають γ-процесом) або комбінацію p-процесу та фотодезінтеграції.